# Reil, Bernkastel-Wittlich
Reil là một đô thị ở huyện Bernkastel-Wittlich, trong bang Rheinland-Pfalz, Đô thị Reil, Bernkastel-Wittlich có diện tích 12,14 km², dân số thời điểm ngày 31 tháng 12 năm 2006 là 1115 người.